# تمييز (نحو)
التمييز. هو اسمٌ نكرة يذكر تفسيرا للمبهم من ذات أو نسبة، يزيل الإبهام عن المميَّز، فضلة أي: إنه ليس من أصل الجملة الفعلية بمعنى أنّه يمكن حذفه فلا يؤثر على المعنى لكنه يزيل الإبهام مثلاً: اشتريتُ عشرة: جملة مبهمة، عند إضافة كتب إليها سوف يزال الإبهام عنها عندما نقول: اشتريتُ عشرة كتب .
والمفسر للمبهم يسمى: تمييزاً ومُمَيزاً، وتفسيراً ومفسراً.
والتمييز يكون على معنى (من) ، كما أن الحال تكون على معنى ( في)

## حكمه
عامل النصب في تمييز الذات هو الاسم المبهم المميز، وفِي تمييز الجملة هو ما فيها من فعل أو شبهه
حكمه النصب ويجوز الجر أيضا:
1- النصب بالفتحة على أنه مفرد وجمع تكسير.
2- النصب بالياء على أنه مثنى.
3- النصب بالياء على أنه جمع مذكر سالم.
4- النصب بالكسرة بدلاً عن الفتحة على أنه جمع مؤنث سالم.

## أنواع التمييز
- وللتمييز نوعان : تمييز ذات (ويسمى تمييز مفرد أيضا) ، وتمييز نسبة ( ويسمى أيضا تمييز جملة) تمييز الملحوظ، أو تمييز النسبة أو تمييز الجملة: وهو الأسم الذي يزيل الأبهام عن جملة سبقته وهو يكون إما محولاً أو منقولاً عن:
  - محول أو منقول عن فاعل:- قوله تعالى (وَاشْتَعَلَ الرَّأْسُ شَيْباً ) (4) سورة مريم
  - محول عن مفعول به مثل (وَفَجَّرْنَا الْأَرْضَ عُيُوناً )(12) سورة القمر
  - محول عن مبتدأ مثل ( اللَّهُ أَسْرَعُ مَكْراً) (21) سورة يونس
  - غير منقول أو محول عن فاعل أو مفعول به أو مبتدأ، بل هو كلمة جديدة تضاف إلى الجملة لكشف جهة غامضة في نسبة التعجب إلى المتعجب منه، نحو: لله دره فارساً، أو لله دره من فارس، هنا يجوز النصب على أنه تمييز منصوب ويجوز الجر على أنه مضاف إليه مجرور لفظا منصوب محلاً على أنه تمييز.
- تمييز الذات أو الملفوظ:- وهو الاسم الذي يزيل الإبهام عن كلمة سبقته وهو أنواع:
  - تمييز العدد، بعد الأعداد من 3-9 يُعرب مضافاً مجروراً لفظاً منصوباً محلاً على انه تمييز، بعد 11-19 يُعرب تمييزاً منصوباً، بعد 20-30-40-50-60-70-80-90 ألفاظ العقود بعدها يعرب منصوبا، أما المركّبة فيعرب ما بعدها منصوباً، أما الألفاظ مئة ألف الخ فيعرب بعدها مجروراً لفظاً منصوباً محلا على أنه تمييز.
  - تمييز الكيل: نحو اشتريت صاعاً طحيناً.
  - تمييز المساحة: نحو زرعتُ دونم حنطة.
  - تمييز الوزن: نحو (اشتريتُ رطلاً زيتاً ).
  - ما كان فرعا للتمييز مثل: لدينا بابٌ من حديد، ارتديتُ ثوباً من صوف، أملك خاتماً من ذهب أو فضةً.

## المميّز
التمييز: هو اسم نكرة منصوب، يوضح ويفسر ما قبله من مبهم المميز.
المميز: هو الجزء المبهم الذي يسبق التمييز.